# Erbendorf
Erbendorf je město v Bavorsku ve vládním obvodu Horní Falc v zemském okrese Tirschenreuth. Město leží v pohoří Smrčiny, na jižním okraji přírodní rezervace Steinwald a je regionálním turistickým centrem. 

## Administrativní členění
Katastrální území města se skládá ze samotného města a z 38 připojených  obcí, dvorů či samot.

## Historie
První písemná zmínka o obci je z roku 1109, během  vrcholného středověku Erbendorf obdržel práva tržní obce. 
Od roku 1714 patřil k vévodství Falc-Sulzbach a v roce 1777 se stal součástí kurfiřtského Bavorska. V letech 1806 až 1837 byl Erbendorf, stejně jako celý současný okres Tirschenreuth, město Weiden v Horní Falci a velká část dnešního okresu Neustadt an der Waldnaab, součástí bavorského okresu. Formální povýšení na město učinil král Ludvík I. Bavorský dne 6. června 1842.
Za posledních 450 let se město sedmkrát stalo obětí požáru. První velký požár byl v roce 1568 a další požáry následovaly v letech 1596, 1676, 1771 a 1796. Poslední městské požáry byly v letech 1832 a 1835.

## Památky
- Kostel Nanebevzetí Panny Marie
- Zámek Wildenreuth
- Loretánská kaple - založená roku 1751
- Měšťanské domy

- Hornické a vlastivědné muzeum - bylo otevřeno v roce 1995; prezentuje vzorky místní rudy s hornin a regionální historické sbírky.

## Slavní rodáci
- Wilhelm Schraml (1935–2021 Altötting) – 84. biskup pasovský
- Sigmund Windisch (1709–1787), bavorský řezbář pozdního baroka

## Galerie

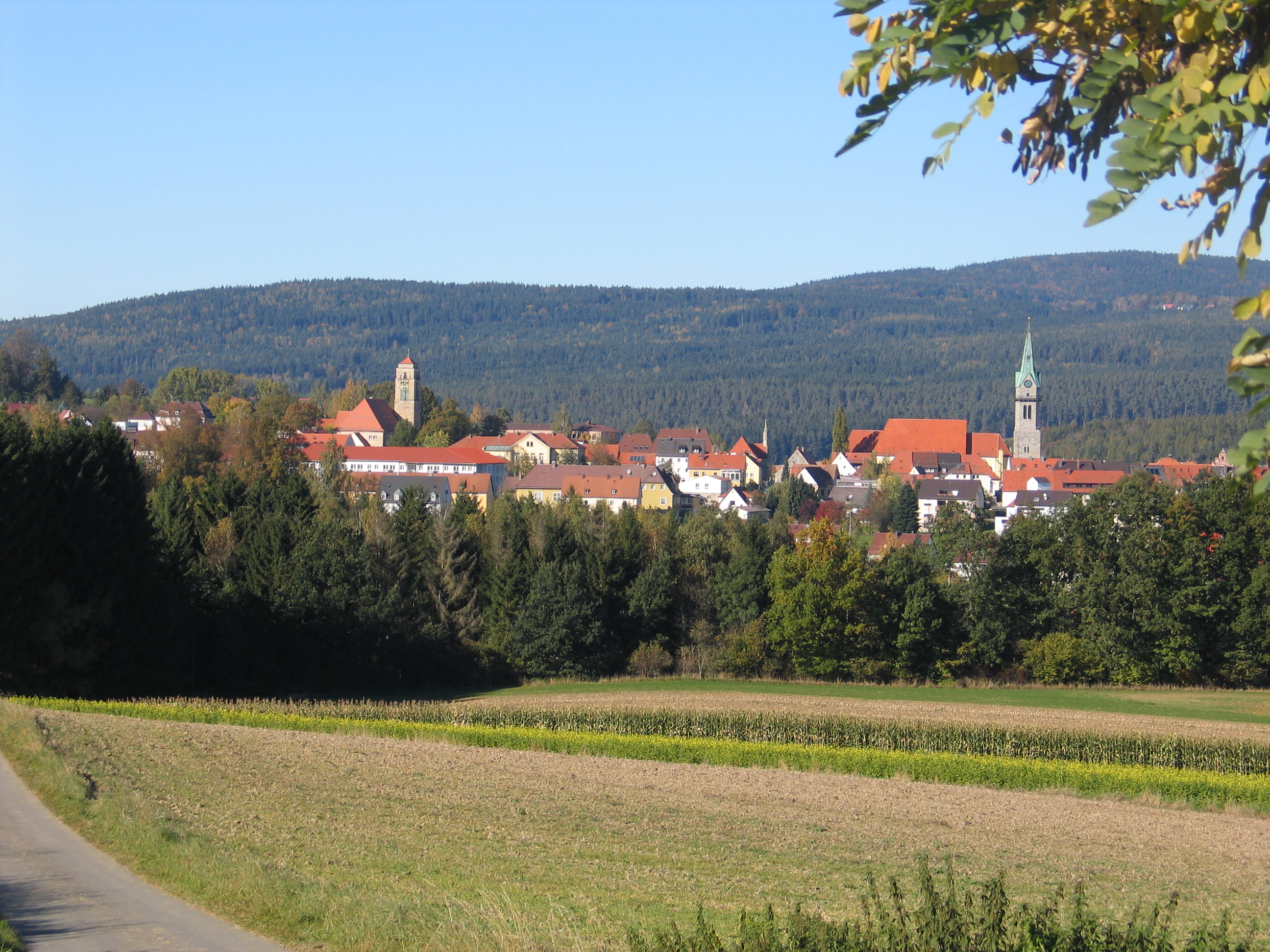
Panorama města Erbendorf od Hauxdorfu
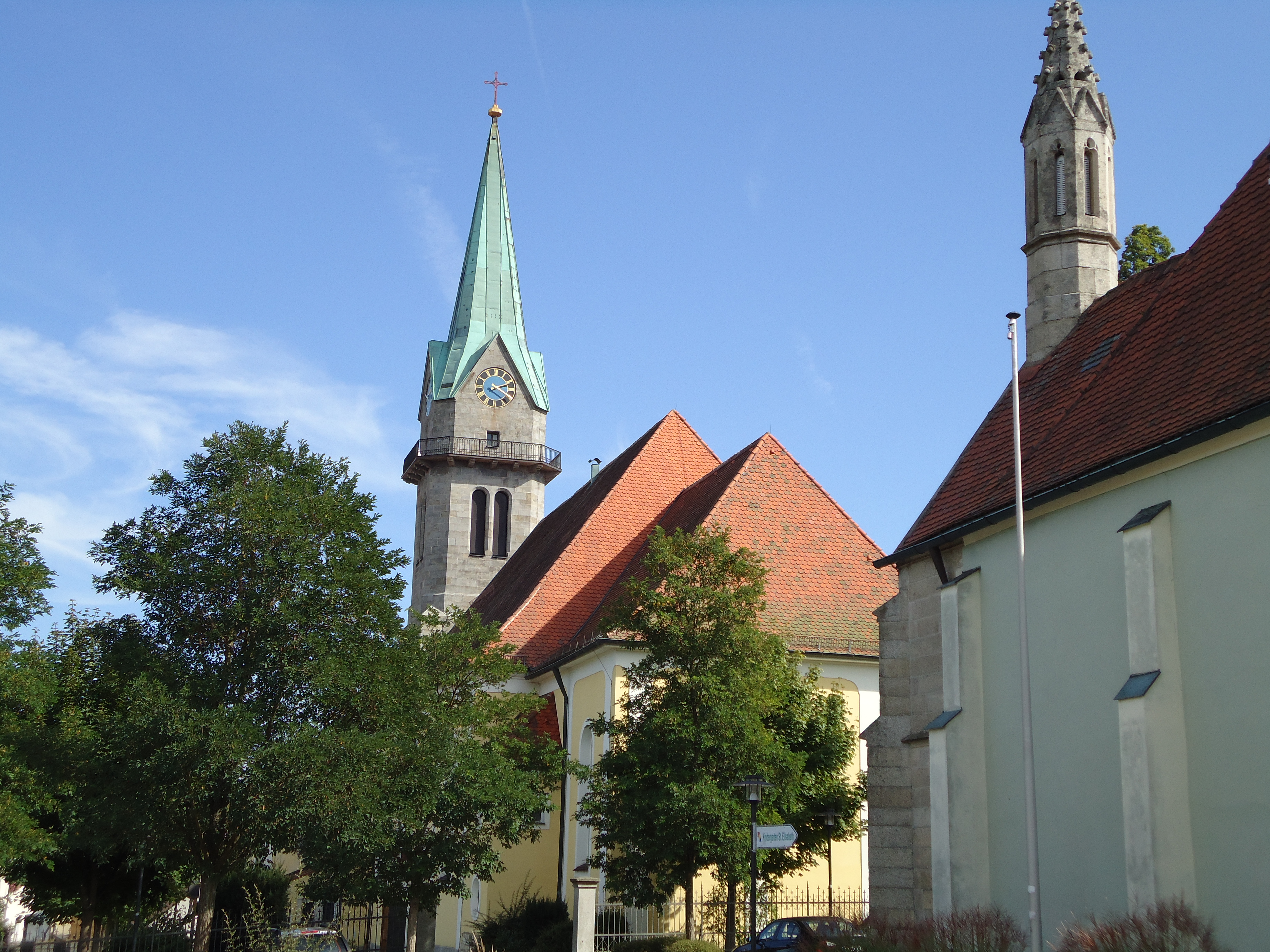
Kostel Nanebevzetí Panny Marie